# Freiheitliche Partei Deutschlands
Die Freiheitliche Partei Deutschlands (Kurzbezeichnung: FP Deutschlands) war eine deutsche Kleinpartei mit Landesverbänden in Sachsen und Sachsen-Anhalt.

## Inhaltliches Profil
Die Partei bekennt sich zur freiheitlichen Demokratie, zur Rechtsstaatlichkeit, zur Vielfalt demokratischer Äußerungsformen und zum föderalen Staatsaufbau. In einem 10-Punkte-Programm werden als Forderungen u. a. die Stärkung der direkten Demokratie, ein Grundeinkommen für Arbeitsunfähige und Arbeitslose, das Verbot von Rüstungsexporten, die Demokratisierung der UNO, die Verringerung der Zahl der Bundesländer und der Größe der Parlamente sowie die „Pflege der Volkskultur und des Brauchtums“ genannt. Die Partei verteidigt das Recht auf Asyl für politisch Verfolgte. „Asylmissbrauch“ sei zu verhindern. Sie tritt für die Förderung alternativer landwirtschaftlicher Produktionsformen ein. Regional angepasste Nutztierrassen und Pflanzensorten sowie die Schaffung von kleinräumig gegliederten Kulturlandschaften sollen bevorzugt werden. Für die wirtschaftliche Anwendung der Gentechnik sieht man gegenwärtig keine Notwendigkeit.

## Geschichte

Altes Logo (1994–2012)

Seit der Gründung der Partei war Johannes Hertrampf, Doktor der Wirtschaftswissenschaften und der Philosophie sowie ehemaliger Dozent an der TU Dresden, Bundesvorsitzender. Dieser gehörte nach der Deutschen Wiedervereinigung für wenige Monate der DVU an (u. a. im Landesvorstand) und war Autor in diversen Zeitschriften der extremen Rechten wie Nation und Europa. Nachdem er den Nationalsozialismus in einem seiner Artikel als „gefährlichen Irrweg“ bezeichnet hatte, ist er nicht mehr für das Blatt aktiv. Im April 1993 beteiligte sich Hertrampf in Dresden an der Gründung der Freiheitlichen Nationalen Partei (FNP) und war ihr Bundesvorsitzender.
Mitte Januar 2006 erklärten die aus der NPD ausgetretenen sächsischen Landtagsabgeordneten Jürgen Schön und Klaus Baier ihren Übertritt zur FP Deutschlands. Beide wandten sich allerdings bald wieder ab.
Seit Oktober 2006 war die Partei Mitglied in der Allianz Demokratischer Parteien und Organisationen, bei welcher Hertrampf neben Heinz Hörter (HMF Offensive e. V.) und Kay Hanisch (Statt Partei) als einer der drei Sprecher fungierte.
Im Februar 2011 beteiligte sich die FP Deutschlands an der Gründung des Wahlbündnisses Pro Sachsen. Der FP-Vorsitzende Hertrampf war auch Vorsitzender dieses Bündnisses.
Am 21. Dezember 2015 wurden gemäß § 2 Abs. 2 Satz 1 die Unterlagen der FPD aus der amtlichen Sammlung des Bundeswahlleiters entfernt. Entsprechend dieser Rechtsnorm hatte die FPD zu diesem Zeitpunkt ihren Rechtsstatus als Partei verloren, nachdem sie sechs Jahre lang nicht mehr mit eigenen Wahlvorschlägen zu einer Wahl angetreten war.

## Wahlen
Bei der Bundestagswahl 1998 nahm sie mit einem Direktkandidaten im Wahlkreis Ludwigsburg (Baden-Württemberg) teil, wo sie 131 Stimmen erhielt. 1999 nahm sie an der Landtagswahl in Sachsen teil und erhielt dort 988 Zweitstimmen (0,1 %). Bei der Landtagswahl in Sachsen-Anhalt 2006 erhielt sie 0,1 % der Zweitstimmen.
2009 trat die Partei in Sachsen zur Landtagswahl flächendeckend an und erhielt 0,1 % (1.535 Stimmen). Lediglich in den Regionen Kamenz, Hoyerswerda, Großenhain und Leipzig, wo die Partei über aktive Ortsverbände verfügt, lag der Stimmenanteil bei über 1 %, in der Gemeinde Thiendorf sogar bei 10,4 %.
Die Partei verfügte außerdem in der sächsischen Gemeinde Thiendorf über kommunale Mandate, wo sie bei der Kommunalwahl 2004 18,7 Prozent der Stimmen und bei der Kommunalwahl 2009 mit 15,4 Prozent der Stimmen zwei Sitze erreichte und damit drittstärkste politische Kraft im Ort war. Bis zur sächsischen Kreisreform 2008 verfügte die Partei auch über einen Sitz im Kreistag von Riesa-Großenhain, den sie bei der Kreistagswahl 2004 mit 1,9 Prozent der Stimmen erzielt hatte.